# 5/I Batalion Wartowniczy
5/I Batalion Wartowniczy – oddział Wojska Polskiego pełniący służbę ochronną na granicy II Rzeczypospolitej.

## Formowanie i zmiany organizacyjne
Baon Wartowniczy Nr 5/I został sformowany w 1919 roku na terenie Okręgu Generalnego Nr I, jako piąta w kolejności jednostka tego rodzaju. W 1920 roku stacjonował w Częstochowie na terenie Okręgu Generalnego Kielce. 
W pierwszej dekadzie sierpnia 1920 roku baon przejął od 2 Pułku Strzelców Granicznych odcinek granicy z obszarem plebiscytowym na Śląsku, od miejscowości Chrościna do miejscowości Rudniki Małe. Dowództwa kompanii zostały rozmieszczone w Herbach, Przystani, Praszce i Wojskim Młynie. Baon podlegał wówczas dowódcy nad Oddziałami Ochraniającymi Granicę z siedzibą w Częstochowie, którą to funkcję pełnił od 2 września 1920 roku ówczesny dowódca garnizonu Częstochowa, ppłk Władysław Eljaszewicz.